# Jeanette Bolden
Jeanette Bolden (Los Angeles, 26 gennaio 1960) è un'ex velocista statunitense.
Ha vinto la medaglia d'oro con la staffetta 4×100 metri statunitense ai Giochi olimpici di Los Angeles 1984.

## Palmarès
| Anno | Manifestazione  | Sede        | Evento      | Risultato | Prestazione | Note |
| ---- | --------------- | ----------- | ----------- | --------- | ----------- | ---- |
| 1984 | Giochi olimpici | Los Angeles | 100 m piani | 4ª        | 11"25       |      |
| 1984 | Giochi olimpici | Los Angeles | 4×100 m     | Oro       | 41"65       |      |